# حسين أباد نجف أباد (شورآب)
حسین أباد نجف أباد (بالفارسية: حسین‌آباد نجف‌آباد) هي قرية تقع في إيران في قسم شورآب الريفي. يقدر عدد سكانها بـ 129 نسمة .